# Вестник воспитания
«Ве́стник воспита́ния» (укр. «Вісник виховання») — російськомовний педагогічний науково-популярний журнал. Видавався у Москві в 1890—1917 роках.

## Загальні відомості про журнал
Журнал заснував лікар Єгор Покровський.
До 1901 року видавалося по 8 чисел на рік, далі — по 9.
Журнал висвітлював актуальні проблеми народної освіти, приділяв велику увагу питанням дитячої психології, дошкільного виховання, шкільної гігієни, фізичного виховання. Значне місце відводилося педагогічній бібліографії та критиці, систематично вівся відділ «Педагогічна хроніка».